# Becsehely
Becsehely är en ort i Ungern.   Den ligger i provinsen Zala, i den västra delen av landet, 210 km sydväst om huvudstaden Budapest. Becsehely ligger 180 meter över havet och antalet invånare är 2 255.
Terrängen runt Becsehely är platt, och sluttar söderut. Runt Becsehely är det ganska tätbefolkat, med 120 invånare per kvadratkilometer. Närmaste större samhälle är Nagykanizsa, 16,4 km öster om Becsehely. Trakten runt Becsehely består till största delen av jordbruksmark.